# Вигорлат-Гутинский хребет
Вигорлат-Гутинский хребет (укр. Вигорлат-Гутинський хребет), Вулканический хребет — горный хребет Карпат, расположенный на территории Украины, Словакии и Румынии.
Протяжённость хребта в пределах Украины составляет около 125 км, ширина — от 8 до 20 км. Долины притоков Тисы (Уж, Латорица, Боржава и Рика) расчленяют хребет на отдельные массивы — Вигорлат, Маковица и др. С севера и северо-востока хребет прилегает к Березно-Липшанской межгорной долине, с юга и юго-запада — к Закарпатской низменности. На юго-востоке граничит с Хустско-Солотвинской котловиной.
Хребет состоит из вулканических пород, преимущественно андезитов, базальтов и их туфов. Вулканизм претерпел пять фаз развития. Первая проявилась в раннем миоцене выбросами дацитовых пирокластов, вторая — в среднем и позднем миоцене излияниями оливиновых андезитов. Третья протекала в конце миоцена — раннем плиоцене, когда сформировалось наибольшее количество андезитовых вулканов. Четвертая фаза началась в среднем плиоцене излияниями базальтов и андезитов и завершилась экструзиями липаритов. Пятая фаза охватила конец плиоцена — начало плейстоцена и проявилась небольшими излияниями базальтов.
Средняя высота хребта составляет 800—1000 м, максимальная — 1081 м (гора Бужора). Склоны крутые, труднодоступные, особенно северо-восточные. Распространены кальдеры. Характерны эрозионные, осыпные и селевые процессы. Из полезных ископаемых есть полиметаллические руды, ртуть.
До высоты 450 м хребет покрыт преимущественно дубовыми, дубово-грабовых и дубово-буковыми лесами, выше — буковыми. Предгорья хребта на 75 % распаханы и густо заселены.